# Пфаффенгофен (Баден-Вюртемберг)
Пфаффенгофен (нім. Pfaffenhofen) — громада в Німеччині, знаходиться в землі Баден-Вюртемберг. Підпорядковується адміністративному округу Штутгарт. Входить до складу району Гайльбронн.
Площа — 12,10 км2. Населення становить 2384 ос. (станом на 31 грудня 2020).